# A Well Respected Man
«A Well Respected Man» — песня британской рок-группы The Kinks, написанная в 1965 году Рэем Дэвисом. Песня вошла в альбом Kwyet Kinks. Это одна из наиболее известных и наиболее популярных песен группы.
«A Well Respected Man» одна из трёх песен, включенных в «Список 500 песен, которые сформировали рок-н-ролл», составленный Зала славы рок-н-ролла.
Песня заняла достаточно высокие позиции в мировых музыкальных чартах:
В США — 13-ю позицию, в Австралии — 18-ю, в Новой Зеландии — 8-ю, в Швеции — 3-ю.

## Тематика
Песня посвящена социальной тематике и своеобразно высмеивает консервативных представителей высших и средних классов Британии.

## В современном мире
- Песня была использована в фильме «Джуно» (2007 год) и «Любовь и другие лекарства» (2010 года)
- В американском телесериале «Сверхъестественное» песня звучит в эпизоде «Эта ужасная жизнь», также песня звучит в одном из эпизодов сериала «Мыслить как преступник», в телесериале «Убойный отдел» в эпизоде «Цвета».
- Сверхъестественное 4 сезон 17 серия
- Также песня является заглавной в сериале Mr. Sloane